# Copa da Escócia de 1962–63
A Copa da Escócia de 1962-63 foi a 78º edição do torneio mais antigo do futebol da Escócia. O campeão foi o Rangers F.C., que conquistou seu 17º título na história da competição ao vencer a final contra o Celtic F.C., pelo placar de 3 a 0.

## Premiação
| Copa da Escócia de 1962-63        |
| Escócia                           |
| --------------------------------- |
| Rangers F.C. Campeão (17º título) |